# Johann Jakob Wieland

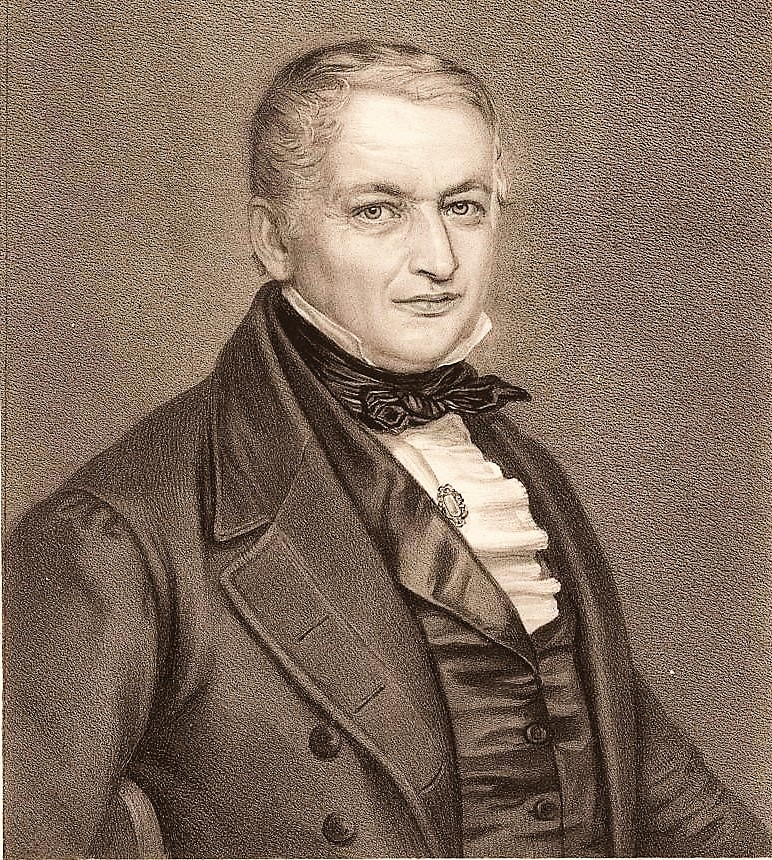
Porträt von Johann Jakob Wieland (Zentralbibliothek Zürich)

Johann Jakob Wieland (* 1. Januar 1783 in Thalwil; † 31. Dezember 1848 ebenda) war ein Schweizer Politiker und Industrieller. Von 1845 bis 1847 war er Regierungsrat des Kantons Zürich, im Jahr 1848 gehörte er dem Nationalrat an.

## Biografie
Sein Vater Hans Jakob Wieland war Landwirt und Gemeindepräsident von Thalwil. Dessen Sohn besuchte ein Erziehungsinstitut in Orbe, danach absolvierte er eine kaufmännische Lehre in Lausanne. Dort arbeitete er als Buchhalter, ehe er Teilhaber einer Mühle in Langnau am Albis wurde. Ab 1814 war er Teilhaber der Baumwollhandlung Kölliker, Wieland & Co. in Thalwil. Wieland, der im Militär den Rang eines Obersten hatte, machte eine Studienreise nach England und gründete 1825 nach seiner Rückkehr eine Baumwollspinnerei in Langnau am Albis. Daneben setzte er sich insbesondere für den Ausbau des Bildungsangebots ein. So war er Mitgründer der Sekundarschule Thalwil, einer Arbeitsschule für Mädchen und einer Kleinkinderschule.
Wielands erstes politisches Amt war von 1824 bis 1828 jenes des Gemeindepräsidenten von Thalwil. Dabei wurde er für seine gemässigt liberale Haltung bekannt. Von 1830 bis 1839 und, nach einer kurzen Unterbrechung infolge des Züriputsches, von 1840 bis 1848 sass er im Zürcher Kantonsrat. 1831 war er Gesandter an die Tagsatzung, darüber hinaus gehörte er von 1830 bis 1839 dem Bezirksrat sowie der Bezirksschulpflege an. Der Kantonsrat wählte ihn für die Jahre 1845 bis 1847 zum Regierungsrat des Kantons Zürich, während dieser Zeit führte er das Finanzdepartement. Wieland kandidierte 1848 bei den ersten Nationalratswahlen und wurde im Wahlkreis Zürich-Südwest gewählt, starb jedoch nach nur zwei Monaten im Amt.